# Ichneumon ormsbyensis
Ichneumon ormsbyensis är en stekelart som först beskrevs av Cameron 1908.  Ichneumon ormsbyensis ingår i släktet Ichneumon och familjen brokparasitsteklar. Inga underarter finns listade i Catalogue of Life.